# Justin Hewitt
Justin Hewitt (* 2. April 2002 in Gibraltar) ist ein Dartspieler aus Gibraltar.

## Karriere
Hewitt dominierte die Nachwuchs-Serie in Gibraltar und konnte schon in jungen Jahren mit den besten seines Landes ohne Probleme mithalten. 2019 spielte Hewitt die Development Tour, die Nachwuchs Serie der PDC und kam hier öfters unter die Besten 32. Sein größter Erfolg war das Erreichen des Halbfinals der JDC World Darts Championship, wo er Adam Gawlas aus Tschechien unterlag. Durch diese Leistung war er für die Gibraltar Darts Trophy 2019 qualifiziert. Hewitt spielte gute Darts, musste sich aber Carl Wilkinson mit 3:6 geschlagen geben.
Bei einem Turnier in Gibraltar konnte er mit einem Average über 113 einen neuen gibraltarischen Rekord aufstellen.
Hewitt nahm mit Craig Galliano beim World Cup of Darts 2020 teil, wo das Duo allerdings in der ersten Runde mit einer 3:5-Niederlage an Litauen scheiterte.
2021 konnte er auf der PDC Development Tour einmal ins Viertelfinale einziehen. Beim World Cup of Darts 2021 trat er dieses Mal mit Sean Negrette an, jedoch war erneut in der ersten Runde Schluss. Wenig später nahm er bei der Gibraltar Darts Trophy teil, wo er in der 1. Runde gegen Callan Rydz lediglich ein Leg gewinnen konnte.
Im Januar 2023 ging Hewitt bei der Q-School an den Start. Er blieb jedoch ohne einen Punkt für die Rangliste und schied in der First Stage aus.
Beim WDF World Cup 2023 Ende September war Hewitt für sein Heimatland Gibraltar am Start. Er unterlag im Einzel gegen den Deutschen Frank Bruns mit 1:4. Im Doppel schaffte er es mit Craig Galliano zusammen ins Achtelfinale, wo sich Ricky Dunlop und John Neill aus Nordirland mit 3:4 durchsetzten. Auch im Teamwettbewerb stand er mit seinen drei Teamkollegen im Achtelfinale, verlor aber gegen Dänemark.

## Weltmeisterschaftsresultate

### JDC
- 2018: 1. Runde (3:4-Niederlage gegen  Keelan Kay)
- 2019: Halbfinale (3:5-Niederlage gegen  Adam Gawlas)

### PDC-Jugend
- 2019: Gruppenphase (5:4-Sieg gegen  Adam Paxton und 3:5-Niederlage gegen  Nathan Girvan)
- 2020: Gruppenphase (2:5-Niederlage gegen  Bradley Halls und 0:5-Niederlage gegen  Berry van Peer)